# Cleveland (Utah)
Cleveland is een plaats (town) in de Amerikaanse staat Utah, en valt bestuurlijk gezien onder Emery County.

## Demografie
Bij de volkstelling in 2000 werd het aantal inwoners vastgesteld op 508. In 2006 is het aantal inwoners door het United States Census Bureau geschat op 507, een daling van 1 (-0,2%).

## Geografie
Volgens het United States Census Bureau beslaat de plaats een oppervlakte van 2,3 km², geheel bestaande uit land. Cleveland ligt op ongeveer 1744 m boven zeeniveau.

## Plaatsen in de nabije omgeving
De onderstaande figuur toont nabijgelegen plaatsen in een straal van 24 km rond Cleveland.